# 1802 en Lorraine
Chronologie de la Lorraine
- 1798
- 1799
- 1800
- 1801
- 1802
- 1803
- 1804
- 1805
- 1806

Cette page est une liste d'événements qui se sont produits durant l'année 1802 en Lorraine.

## Événements

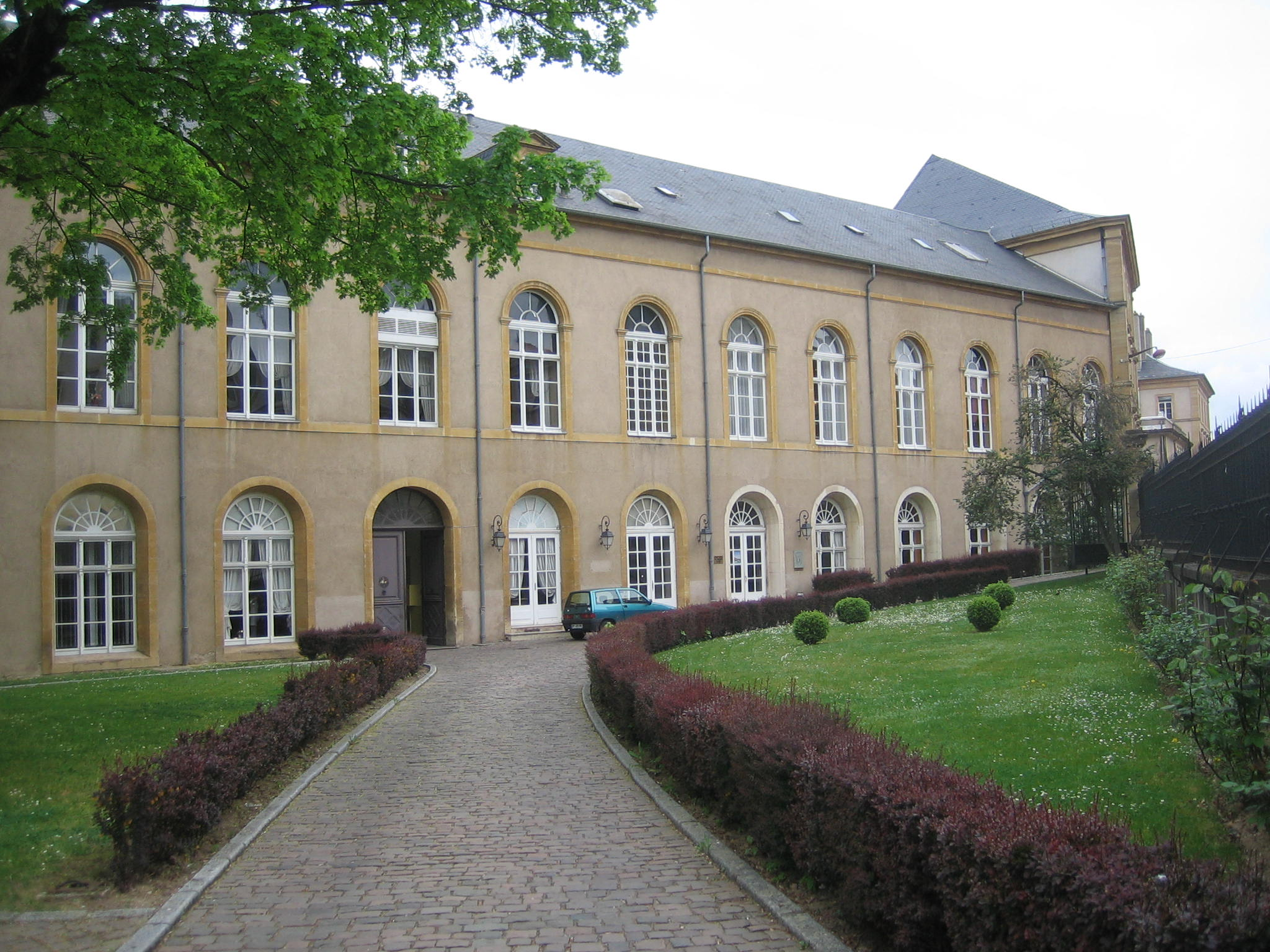
Ecole d'application de l'artillerie et du génie, à Metz.

- L'école royale d'artillerie de Metz fusionne avec l'école du génie de Mézières, donnant naissance à l'École d'application de l'artillerie et du génie. Cette école s'installe dans l'abbaye de Saint-Arnould[1]
- Installation de la première filature à Senones[1].
- Le décadi n'est plus observé à Nancy, le repos dominical redevient l'usage[1].

- Le 28 janvier, François Charles Chonet de Bollemont est élu député de la Meuse au corps législatif après avoir été recommandé par le Premier Consul[2]. Il y siège jusqu'au 1er juillet 1804.
- 27 mars (6 germinal an X) : élu député de la Meurthe au Corps législatif : Jean-Baptiste Jacopin, député bonapartiste.
- Mai 1802 : création des lycées par le Premier Consul, à Metz, l'actuel lycée Fabert, dans les bâtiments de l'abbaye Saint-Vincent et à Nancy, l'actuel Lycée Henri-Poincaré dans les locaux du couvent des minimes et des visitandines[3]
- 4 mai : Pierre-François Bienaymé est nommé évêque de Metz[4].

## Naissances

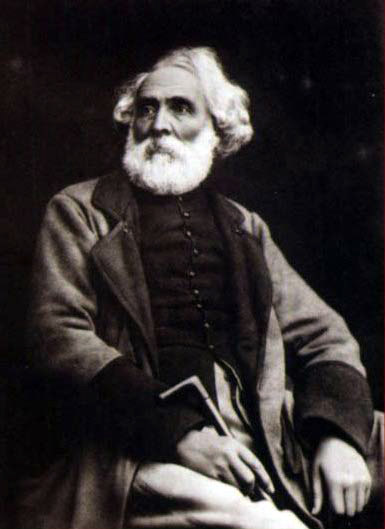
Portrait d'Auguste Migette par Marmand

- 11 janvier à Épinal (Vosges) : Charles Contaut, homme politique français, décédé le 21 décembre 1891 à Neufchâteau (Vosges).
- 15 février à Phalsbourg : Jean-Jacques Alexis Uhrich, mort à Paris le 9 octobre 1886, général de division français.
- 27 février à Bar-le-Duc (Meuse) : Adolphe Moreau, homme politique français décédé le 20 juin 1879 à Commercy (Meuse).
- 4 avril à Deycimont : Jean Hubert Houël, mort à Saint-Dié (Vosges) le 20 juin 1889[réf. nécessaire], avocat et homme politique français.
- 23 avril  à Metz : Émile Bégin (décédé en 1888), officier de santé, médecin, bibliothécaire et historien de la Lorraine, ayant vécu au XIXe siècle. Membre de l'Académie de Metz, il est l'auteur de nombreux travaux sur la Lorraine.
- 3 mai à Kédange-sur-Canner : Pierre Richard, mort le 14 janvier 1879 à Gorze (district de Lorraine), peintre français, rattaché à l'art brut.
- 16 mai à Metz : Charles-Étienne Collignon, mort le 6 décembre 1885 (à 83 ans) à Paris, est un ingénieur français qui a été un temps député de la Meurthe sous la monarchie de Juillet.
- 30 mai à Conflans-en-Jarnisy : Lucien Salmon (décédé le 20 août 1859 à Conflans-en-Jarnisy), est un homme politique français.
- 18 juin : Auguste Karl Jos Migette, (décédé en 1884 à Metz), est un peintre et dessinateur français[5]
- 13 septembre à Nancy : Charles-François Chatelain (1802-1873), architecte français.
- 20 septembre à Nancy : Mgr Jules Level[6] (décédé le  29 janvier 1871 à Nancy) est un prélat français.
- 28 septembre à Commercy : Charles Friry, mort le 30 mars 1881 à Remiremont (Vosges), juriste et collectionneur français.
- 23 octobre à Nancy : François Antoine Adolphe Schneider, industriel et homme politique français mort au Creusot (Saône-et-Loire) le 3 août 1845.
- 16 novembre à Beuvillers (Moselle) : Jean Joseph Labbé, homme politique français, député de Moselle en 1848 et 1849[7]. C'est également un industriel qui a eu un rôle notable dans la naissance de la sidérurgie en Lorraine.
- 23 décembre à Sarreguemines : Achille Deshayes est un homme politique français décédé le 7 juillet 1873 à Paris.

## Décès

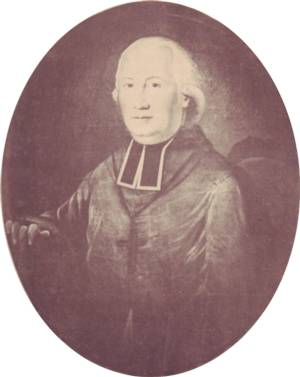
Nicolas Francin

- 3 août à Stenay (Meuse) : Louis Paul de Beffroy, né le 11 août 1737 à Germont (Ardennes), général de brigade de la Révolution française.
- 24 août à Metz : Nicolas Francin (né à Metz le 20 septembre 1735), évêque constitutionnel du département de la Moselle.
- 30 décembre à Baccarat : Louis Ancel, né le 23 août 1736 à Deneuvre, près de Baccarat (Meurthe-et-Moselle), général de la Révolution française.